# Amarillo, rojo y azul
Amarillo, rojo, azul (en alemán: Gelb-Rot-Blau, en francés: Jaune-rouge-bleu) es un cuadro creado por Vasili Kandinski en 1925 durante el periodo de arte abstracto. Esta obra es la más importante de su época en la Escuela de la Bauhaus en Weimar, Turingia, Alemania, debido a que el tratamiento del color es especializado.

## Formas y colores
La pintura de Kandinski intenta, a través del color, reflejar la dualidad entre el mundo exterior y el mundo interior. Kandinski afirma que el arte debe transmitir los sentimientos que se ocultan en el interior de las personas por ello, su arte se caracteriza por el deseo de terminar con todas las formas y representaciones del mundo exterior ya que considera que no son necesarias. Una forma abstracta ayuda a centrarnos en los sentimientos y emociones que suscita en lugar de focalizarse solo en la imagen representada. 
Además el autor ruso se mantiene firme en su creencia de que los colores son percibidos por los cinco sentidos.
Este gran lienzo es un rectángulo con dimensiones perfectas que evoca la «proporción divina», que contrasta con los formatos más pequeños del período Bauhaus. La pintura podría aparecer como una transposición de las teorías que el artista acaba de fijar en su obra, «Punto, línea, plano» (en francés: Point, Ligne, Plan) pero su complejidad la elimina de un trabajo simple y obvio. Kandinski quiere en este momento abrir la pintura no figurativa a las posibilidades de un sistema formal que va más allá del círculo y la plaza donde los constructivistas rusos, desde la Bauhaus, querían hundir la abstracción. Los colores primarios se mezclaron con el contraste en blanco y negro con la pareja en blanco y negro exclusiva de Malevich o Mondrian.

## Dos partes contrapuestas
El trabajo se compone de dos partes opuestas: líneas geométricas a la izquierda, formas libres a la derecha. El énfasis principal está en los tres colores primarios que, de izquierda a derecha y en orden: amarillo, rojo, azul, articulan la composición. La oposición del amarillo cálido, vinculado al movimiento, y el azul frío, estable, vinculado a la forma del círculo se pone en juego. La parte amarilla es luminosa, ligera, fina, recta y las líneas negras lo acompañan. Está inscrito en un fondo pálido con bordes azul púrpura donde la pintura se aplica para producir la sensación de un cielo con sus nubes evanescentes que parecen extenderse más allá de la pintura. Por el contrario, la parte derecha es oscura, el círculo azul se destaca sobre un fondo amarillo claro, puntuado por la línea serpentina negra de espesor variable. Entre las dos polaridades de amarillo y azul, hay una multiplicidad de formas: rectángulos rojos, lectura detrás de las transparencias de formas biomórficas, colores a cuadros y blanco y negro.

## Dónde se encuentra
Esta pintura se encuentra actualmente en el Museo Nacional de Arte Moderno, Centre Georges Pompidou, París, Francia. Tiene 127 x 200 cm de tamaño y muchas de sus copias se reproducen en todo el mundo.